# L'arma troppo terribile per essere usata
L'arma troppo terribile per essere usata (The Weapon Too Dreadful to Use) è un racconto di fantascienza di Isaac Asimov pubblicato per la prima volta nel 1939 nel numero di maggio della rivista Amazing Stories.
Successivamente è stato ripubblicato nel numero di agosto 1965 di Amazing Stories e in varie antologie, tra cui Asimov Story (The Early Asimov) del 1972.
È stato pubblicato varie volte in italiano a partire dal 1973.

## Storia editoriale
Asimov scrisse l'opera nel gennaio del 1939; subito dopo aver venduto il suo racconto Pendolarità alla rivista Astounding, il 6 febbraio propose L'arma troppo terribile per essere usata alla rivista Amazing Stories che il 20 febbraio acconsentì alla pubblicazione. Il racconto uscì in edicola, con inconsueta rapidità, nel numero del maggio 1939 di Amazing Stories. Secondo l'abitudine del direttore della rivista, Raymond A. Palmer, alcuni passaggi che comprendevano spiegazioni scientifiche, furono cassati ed altri relegati in note a piè di pagina, cosa che non piacque ad Asimov che, da allora, decise di privilegiare la pubblicazione delle sue opere su altre riviste.

## Trama
La gente della Terra ha colonizzato Venere, nonostante le specie intelligenti native del pianeta, che vengono trattate come esseri inferiori senza diritti (una reminiscenza dell'apartheid e delle Leggi di Jim Crow sulla Terra).
Uno dei Venusiani mostra a un amico terrestre le rovine di un'antica città, dove scoprono alcuni dettagli di un'antica arma, apparentemente abbandonata millenni prima perché era troppo terribile per essere usata. Successivamente, mentre la dominazione dei colonizzatori prosegue, qualcuno tra i resistenti venusiani riesce a far funzionare l'arma e a usarla contro le città coloniali e la loro popolazione. L'arma provoca una sconnessione del cervello dalla mente e, in pochissimo tempo, i Venusiani riprendono il controllo del loro pianeta.
La Terra si arrende e forma un trattato di pace con Venere, dopodiché i Venusiani distruggono l'arma.

## Edizioni
- (EN) Isaac Asimov, The Weapon Too Dreadful to Use, in Amazing Stories, 1ª ed., New York, Ziff-Davis Publishing Company, maggio 1939.
- Isaac Asimov, L'arma troppo terribile per essere usata, in Asimov Story n.1, Urania, n. 625, Milano, Mondadori, 1973.